# 스에역 (후쿠오카현)
스에역(일본어: 須恵駅, すええき)은 일본 후쿠오카현 가스야군 스에정에 있는 규슈 여객철도 가시이 선의 철도역이다. 단선 승강장 1면 1선의 구조를 갖춘 지상역이다.

## 역 주변
- 스에 정립 스에 제2중학교

## 역사
- 1904년 1월 1일 : 하카타완 철도가 개설.
- 1942년 9월 22일 : 하카타완 철도 기선이 5개사로 합병해서 서일본 철도를 설립해, 이 회사의 가스야 선으로 한다.
- 1944년 5월 1일 : 서일본 철도의 사이토자키역 - 우미역간이 전시매수에 의해 국유화되어 운수통신성이 승계.
- 1961년 12월 21일 : 화물 업무 취급 폐지.
- 1987년 4월 1일 : 일본국유철도 분할 민영화에 의해, 규슈 여객철도가 승계.
- 1988년 7월 21일 : 위탁역무원을 배치.
- 2009년 3월 1일 : IC카드 SUGOCA의 이용을 개시.
- 2015년 3월 14일 : 무인화. 이것에 수반해, ANSWER 시스템을 도입.

## 인접 역
| 가시 선                | 가시 선   | 가시 선            |
| ---------------------- | --------- | ------------------ |
| 사카도 사이토자키 방면 | ■ 가시 선 | 스에추오 우미 방면 |